# Karl Bergmann
Karl Bergmann, född 15 november 1882 i Bergen, död 16 juni 1964 på samma ort, var en norsk skådespelare.
Han debuterade 1901 på Den Nationale Scene, där han var skådespelare och regissör, och mellan 1931 och 1934 också teaterchef. Han var också teaterchef i Stavanger 1921–1924. Under sina sista år gästade han ofta Oslo både som skådespelare och regissör, bland annat på Nationaltheatret och Det Norske Teatret. Han spelade allt från allvarliga karaktärsroller till levande komedifigurer. Bland hans många Bergen-figurer märks Böschen i Hans Wiers-Jenssen Jan Herwitz, som han spelade ända intill sina sista levnadsår. Bergmann syns i Tancred Ibsens film Gjest Baardsen – en norsk Lasse-Maja från 1939, där han spelar tulltjänstemannen Reincke.